# Vimmerby
Vimmerby ( PRONÚNCIA) ou Vemária[carece de fontes?] (em latim: Vemmaria ou Wemmaria) (1400) é uma cidade sueca na província histórica da Småland, localizada a 50 km a sudoeste da cidade de Västervik. Tem 8 306 habitantes (2018), e é sede do município de Vimmerby, pertencente ao condado de Kalmar.

## Etimologia e uso
O nome geográfico Vimmerby deriva da palavra vimla (rio sinuoso), uma referência ao rio Stångån, que passa na proximidade da atual cidade.
A localidade está mencionada como "Wymarby", em 1331, e  Vimarby, em 1354

Em textos em português, a cidade está mencionada pela forma original Vimmerby.

## Comunicações
A cidade de Vimmerby é o ponto de cruzamento das estradas nacionais 40 e 34. É igualmente atravessada pela linha férrea do rio Stångån (Stångådalsbanan). Fica a 20 km do aeroporto de Hultsfred.

## Economia
A economia de Vimmerby está dominada pelo turismo e pela indústria manufatureira. O parque temático ”Mundo de Astrid Lindgren” atrai  centenas de milhares de visitantes anualmente.  A atividade industrial tradicional está concentrada na produção de produtos de madeira, de produtos metalo-mecânicos e no fabrico de cerveja.

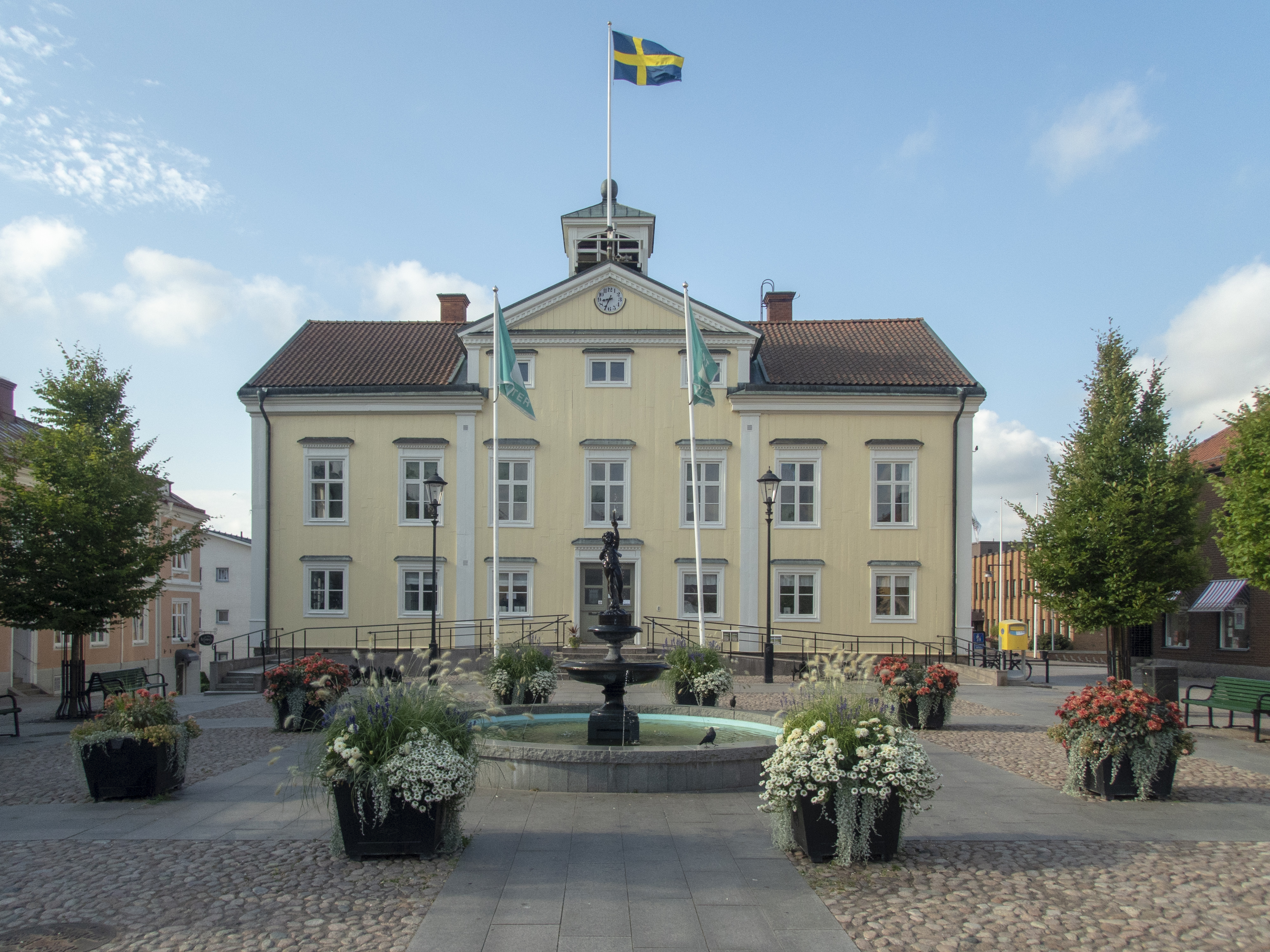
A câmara municipal (prefeitura)
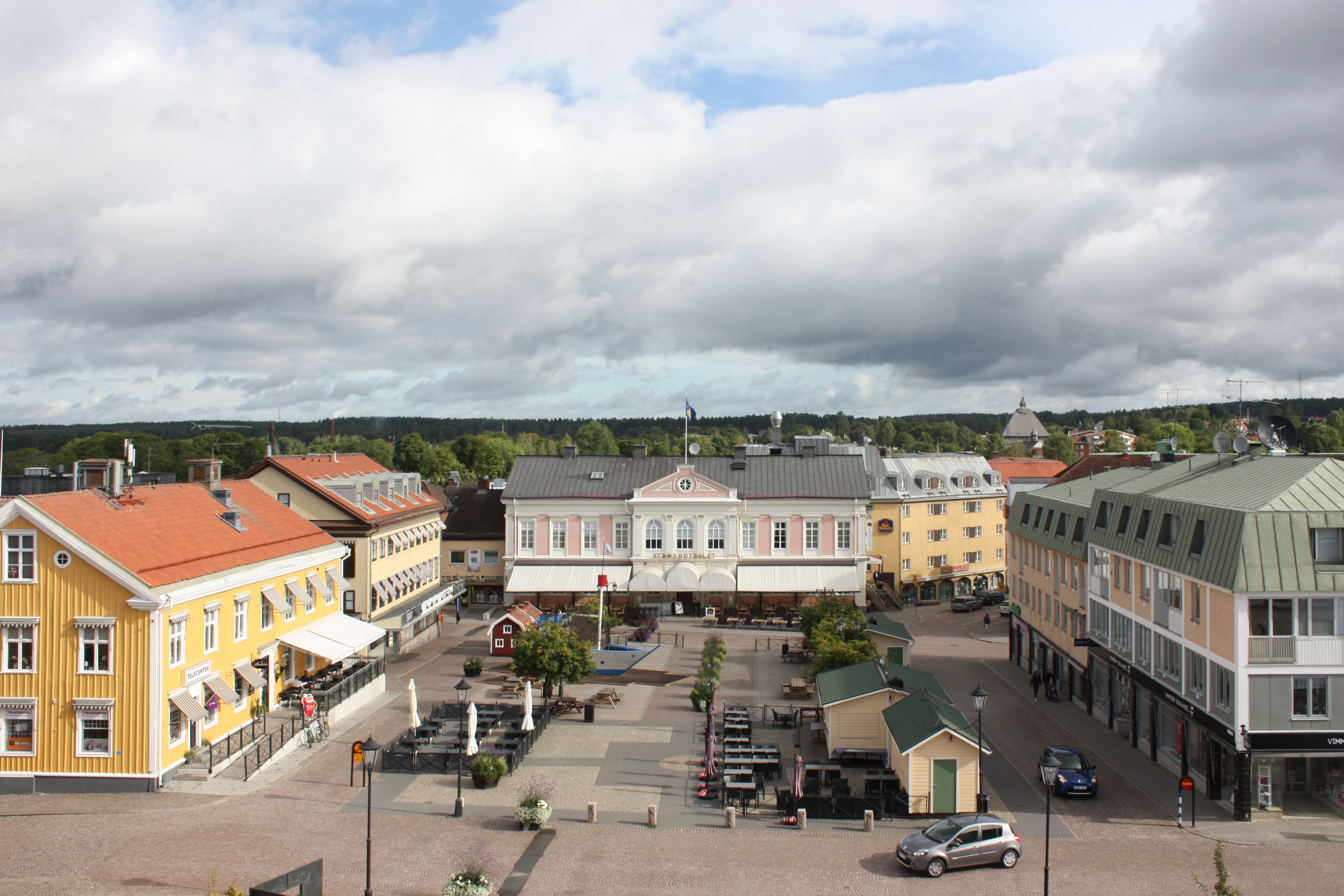
A praça Stora Torget
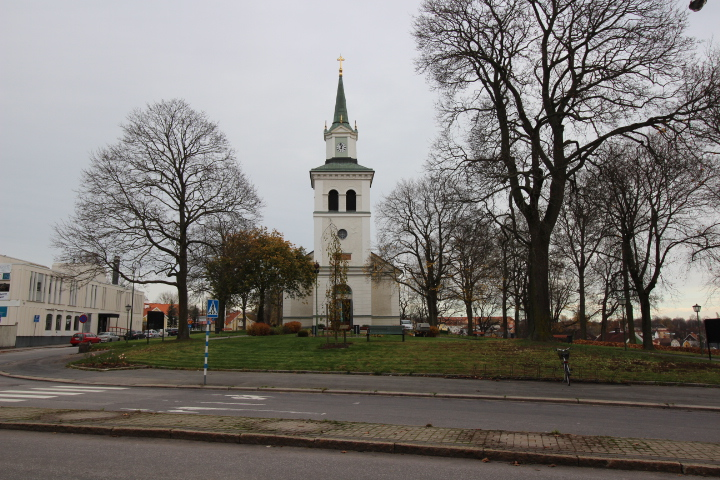
Igreja de Vimmerby
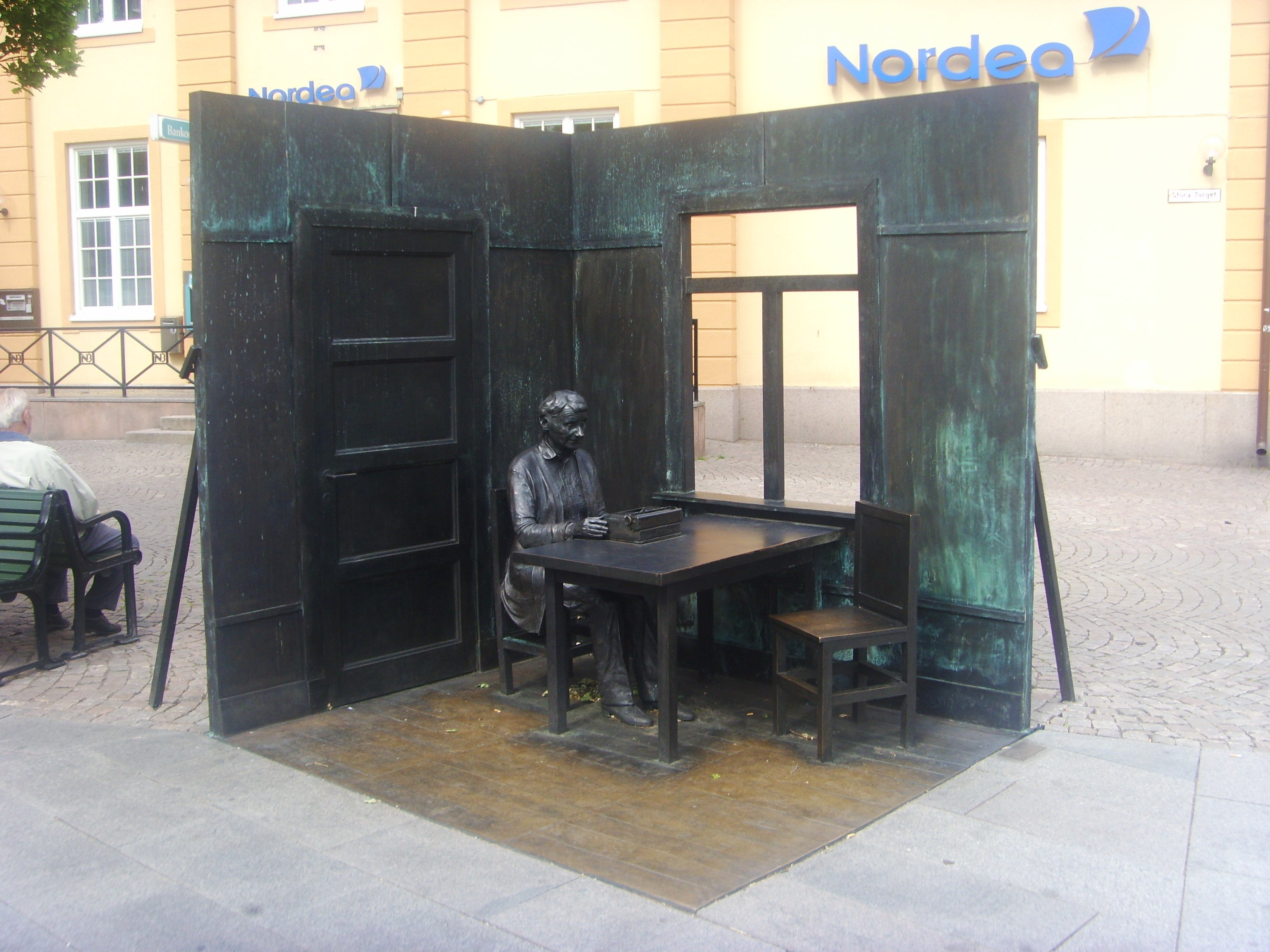
Estátua de Astrid Lindgren na Stora Torget